# Ofelimidad
La ofelimidad (del italiano: ofelimità y este del griego: ὠϕέλιμος, ōphelimos, "útil", "ventajoso"; derivado de ὠϕελέω, "ser útil", "beneficiarse") es un concepto económico introducido por el economista Vilfredo Pareto (1848-1923) como una medida para indicar la capacidad que tienen los bienes y servicios económicos para satisfacer los deseos y las necesidades humanas individuales.
De este modo, se podría evitan así las ambigüedades semánticas del uso del término ya establecido de utilidad, como una medida de satisfacción con una base más amplia que abarcase también otras dimensiones, como la ética, moral, religión o política.
Pareto prefiere el término ofelimidad al término más común de utilidad para enfatizar que no siempre lo que el individuo desea (es decir, lo que es 'ventajoso') también es útil, en el sentido de favorable. La ofelimidad se diferencia de la utilidad por su carácter de subjetividad. En otras palabras, la ofelimidad representa la utilidad desde el punto de vista de la intensidad de la preferencia de un individuo, no de la comunidad.
Irving Fisher propuso reemplazar la ofelimidad (y, por lo tanto, la utilidad como se la interpreta comúnmente) con el término wantability.